# 베르타 카세레스

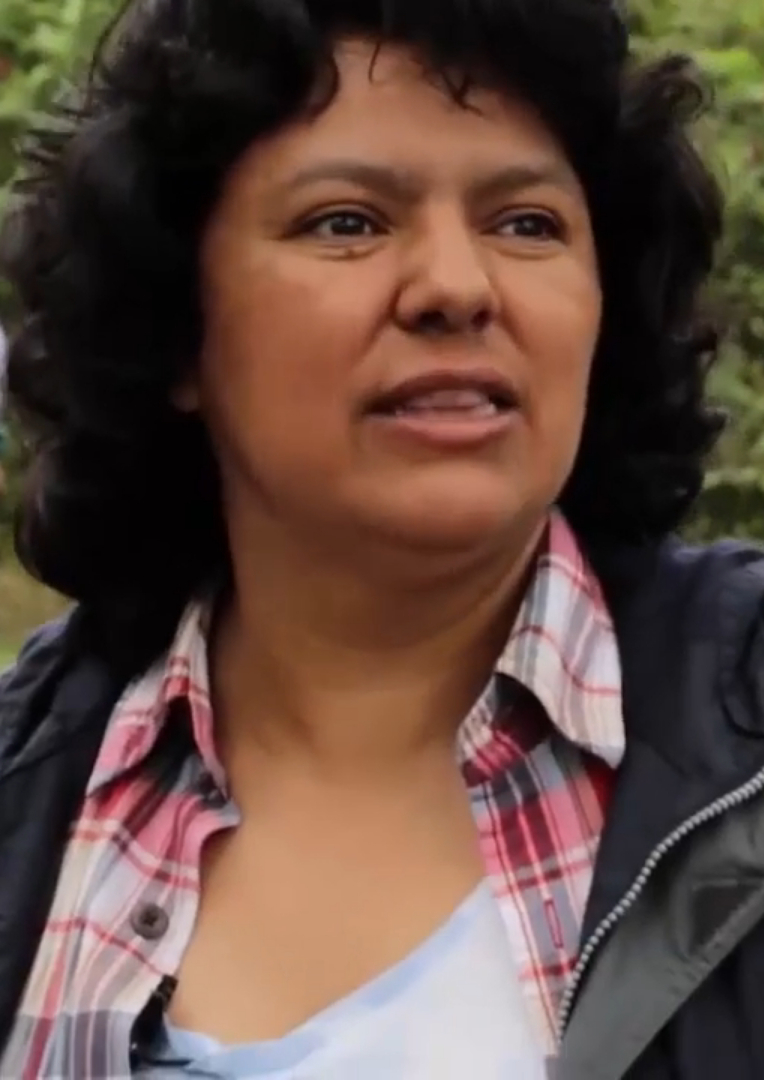

베르타 이사벨 카세레스 플로레스(스페인어: Berta Isabel Cáceres Flores, 1971년 3월 4일 또는 1972년 또는 1973년 ~ 2016년 3월 3일)는 온두라스의 환경 운동가이다.
2016년 3월 3일 라에스페란사의 자택에서 숨진 채로 발견되었다.